# Yezoceryx purpuratus
Yezoceryx purpuratus är en stekelart som först beskrevs av Jinhaku Sonan 1936.  Yezoceryx purpuratus ingår i släktet Yezoceryx och familjen brokparasitsteklar. Inga underarter finns listade i Catalogue of Life.